# Мюзи, Пьер
Пьер Мюзи (фр. Pierre Musy; 25 августа 1910 — 21 декабря 1990) — швейцарский бобслеист и политик, чемпион зимних Олимпийских игр 1936 года по бобслею среди экипажей четвёрок.

## Биография
Сын президента Швейцарии в 1925 и 1930 годах Жана-Мари Мюзи и Жюльетты де Майер. Учился в колледже Святого Михаила, окончил Бернский университет по специальности «право». В 1930-е годы увлекался конным спортом и бобслеем. В 1935 году занял второе место на чемпионате мира 1935 года среди экипажей четвёрок вместе с Йозефом Берли, Шарлем Бувье и Арнольдом Гартманом, через год в этом же экипаже выиграл титул олимпийского чемпиона в Гармиш-Партенкирхене. В качестве конника выступал в 1948 году на Олимпиаде в Лондоне: 32-е место в личном троеборье и 4-е место в командном троеборье.
Вне спорта Мюзи работал в банковской сфере в 1931—1935 годы в Женеве, затем до 1939 года работал на федеральном уровне. Служил в швейцарской армии с 1938 по 1967 годы (капитан — 1939, майор — 1946, полковник — 1955, бригадир — 1965): в 1938—1941 годах — 5-й драгунский эскадрон, в 1946—1949 годах — 20-й фузилёрский батальон, в 1959—1960 годах — 1-й драгунский моторизованный полк. В 1951—1954 годах — военный атташе в Персии, в 1954—1961 годах — военный атташе во Франции. В 1963—1967 годах — начальник службы военной разведки Швейцарии. Позже был президентом футбольного клуба «Фрибур».